# Église Saint-Pierre de Mauperthuis
Pour les articles homonymes, voir Église Saint-Pierre.
L'église Saint-Pierre est une église catholique située à Mauperthuis, en France.

## Localisation
L'église est située dans le département français de Seine-et-Marne, sur la commune de Mauperthuis.

## Historique
Alors qu'il travaille au projet de construction du château de Mauperthuis pour le marquis de Montesquiou, seigneur de la paroisse, Claude Nicolas Ledoux propose des plans pour l'église en 1764. Le bâtiment est achevé par l'architecte Alexandre-Théodore Brongniart. 
L'église est consacrée le 17 septembre 1774. 

### Protection
L'édifice est inscrit au titre des monuments historiques en 1983 et en 1996.